# Ильинка (приток Яхромы)
Ильинка (иногда на картах — канава Ильинка) — река в Московской области России, правый приток Яхромы. Впадает в Старую Яхрому в 2 км севернее посёлка Лугового.
Длина — 14 км. Равнинного типа. Питание преимущественно снеговое. Замерзает обычно в середине ноября, вскрывается в середине апреля.
Несмотря на то, что река полностью превращена в канал, она сохраняет свою притягательность для водных туристов из-за дремучих лесов и болот по её берегам. Для посещения по суше Ильинка практически недоступна в любой сезон.